# Johann Gottlieb Kugelann
Johann Gottlieb Kugelann (oft falsch geschrieben als Kugelmann) (* 2. Januar 1753 in Königsberg; † 8. September 1815 in Osterode in Ostpreußen) war ein deutscher Apotheker in Osterode, Botaniker und Entomologe mit dem Spezialgebiet Käfer.
Seine Sammlung ging an den mit ihm verwandten Professor Hoffmann in Warschau. Im Jahr 1920 sollen Reste oder Teile der Sammlung in der Universitätsbibliothek in Warschau vorhanden gewesen sein; die Käfer waren nicht mit Fundortangaben versehen.
Ein Manuskript über Käfer in Ostpreußen wurde von Johann Karl Wilhelm Illiger vollendet. Ein zweiter Teil des Manuskripts, den Kugelann nach Illigers Weggang von Braunschweig nach Berlin an Johann Christian Ludwig Hellwig gesandt hatte („Eleuterata Prussica oder Verzeichnis der in einigen Gegenden Preußens bis jetzt entdeckten Käfer“) wurde nicht veröffentlicht; er gelangte später in die Bibliothek des Berliner Zoologischen Museums.
Sein zweiter Sohn, Johann Fabricius Kugelann (benannt nach dem berühmten Entomologen Johann Christian Fabricius), wurde später Apotheker in Tapiau in Ostpreußen.

## Schriften
- Verzeichnis der in einigen Gegenden Preußens bis jetzt entdeckten Käferarten, nebst kurzen Nachrichten von denselben, Schneiders Magazin, Heft 2–5, 1792 Heft 3 BSB digital
- Verzeichnis der Käfer Preußens, entworfen von Joh. Gottlieb Kugelann, Apotheker in Osterode, ausgearbeitet von J. K. W. Illiger. Mit einer Vorrede des Professors und Pagenhofmeisters Hellwig in Braunschweig, und dem angehängten Versuch einer natürlichen Ordnungs- und Gattungsfolge der Insecten (Auch von Illiger), Halle 1798 BSB digital
- Entomologisch-ökonomische Bemerkungen über die Vertilgung einiger Hüpfkäfer oder sogenannter Erdflöhe, Acten der Mohrungsch. Physik.-Oekon. Gesellschaft, Heft 3, 1793, S. 217